# Priemvetmuur
Priemvetmuur (Sagina subulata) is een vaste plant die behoort tot de anjerfamilie (Caryophyllaceae). 
De soort staat op de Nederlandse Rode lijst van planten als in Nederland niet meer aanwezig. De plant komt van nature voor in Europa en wordt ook in de siertuin langs paden gebruikt. De cultivar Sagina subulata 'Aurea' heeft groengele bladeren.
De dicht zodevormende plant wordt 3-10 cm hoog en heeft zeer veel zijtakken. De priemvormige bladeren zijn genaald.
Priemvetmuur bloeit in juli en augustus met witte, 4-5 mm grote bloemen. De kroonbladen zijn evenlang als de kelkbladen. De 2-4 cm lange bloemsteel is alleen direct na de bloei gebogen.
De vrucht is een doosvrucht.

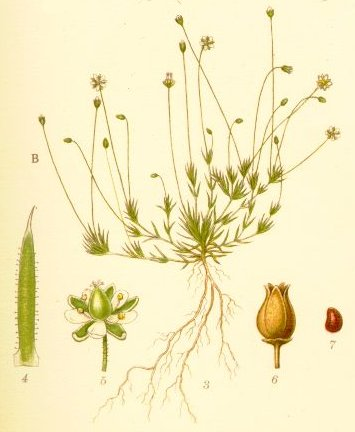
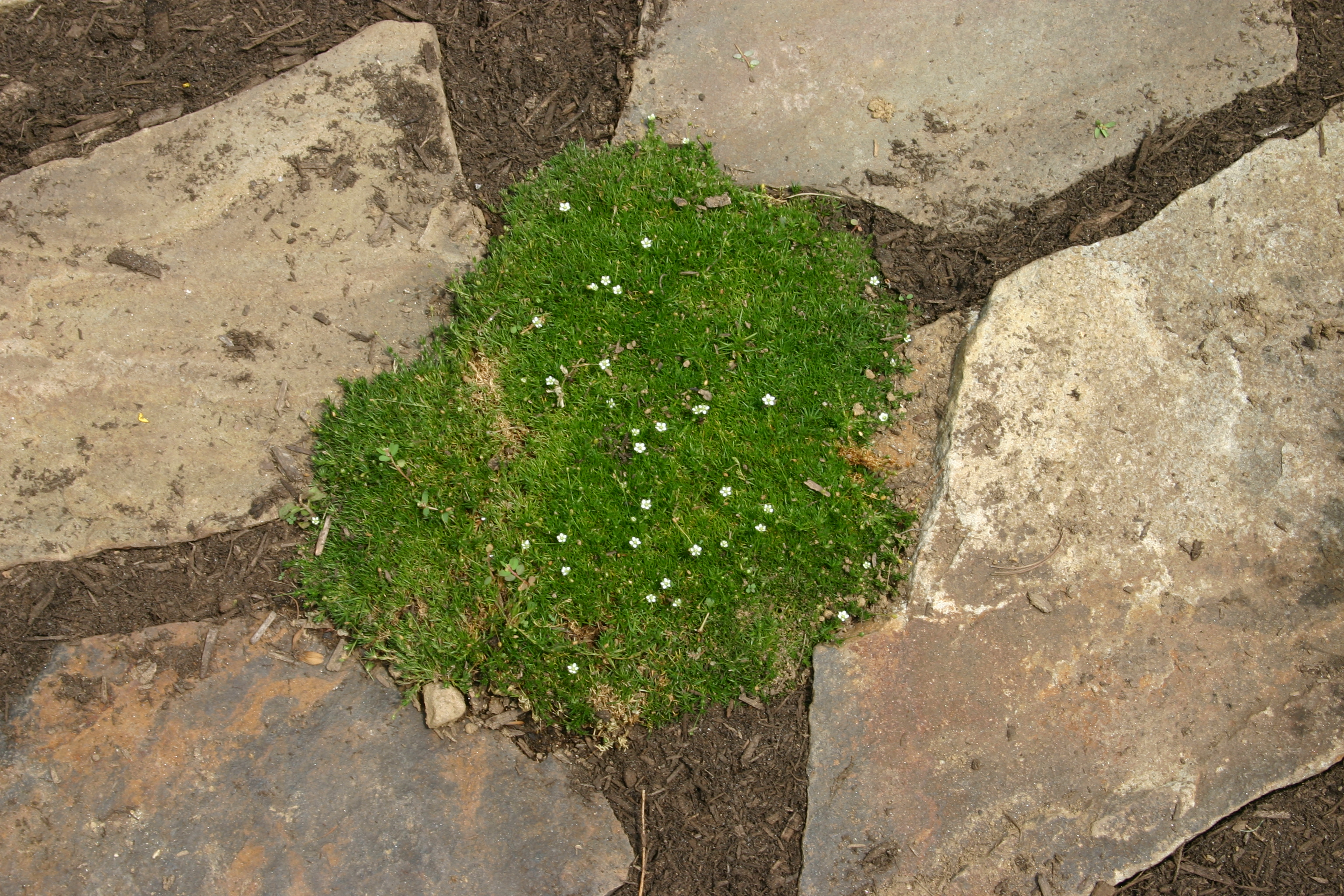
Plant
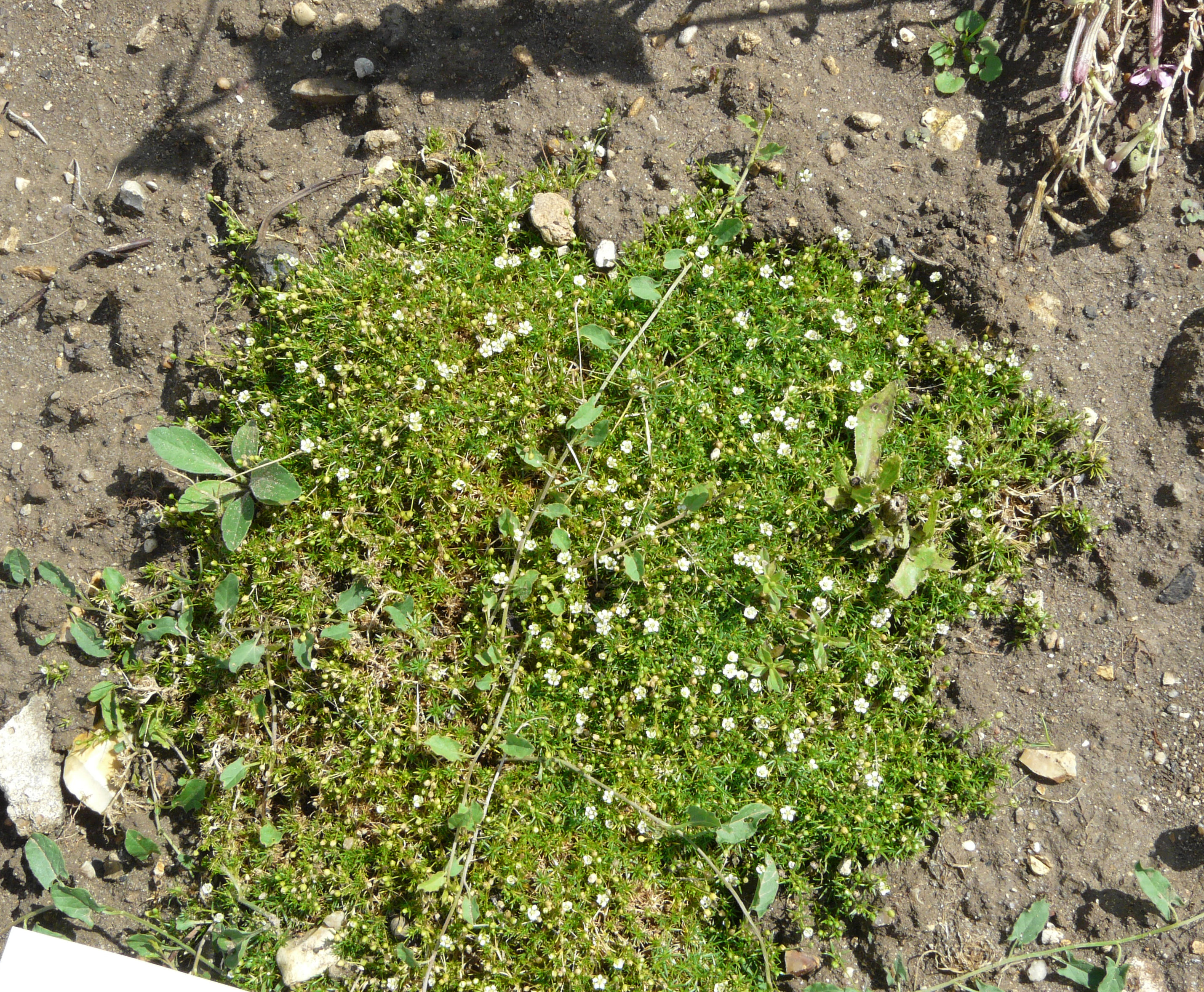
Plant
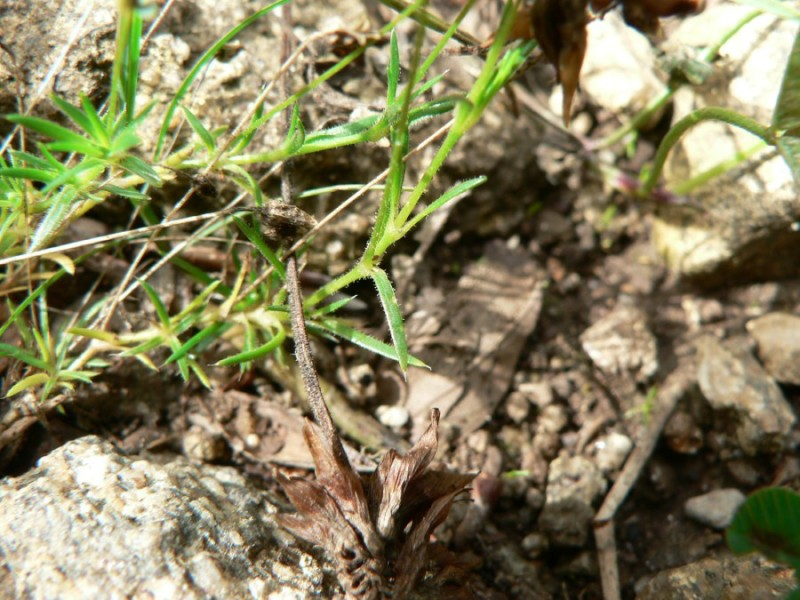
Stengel
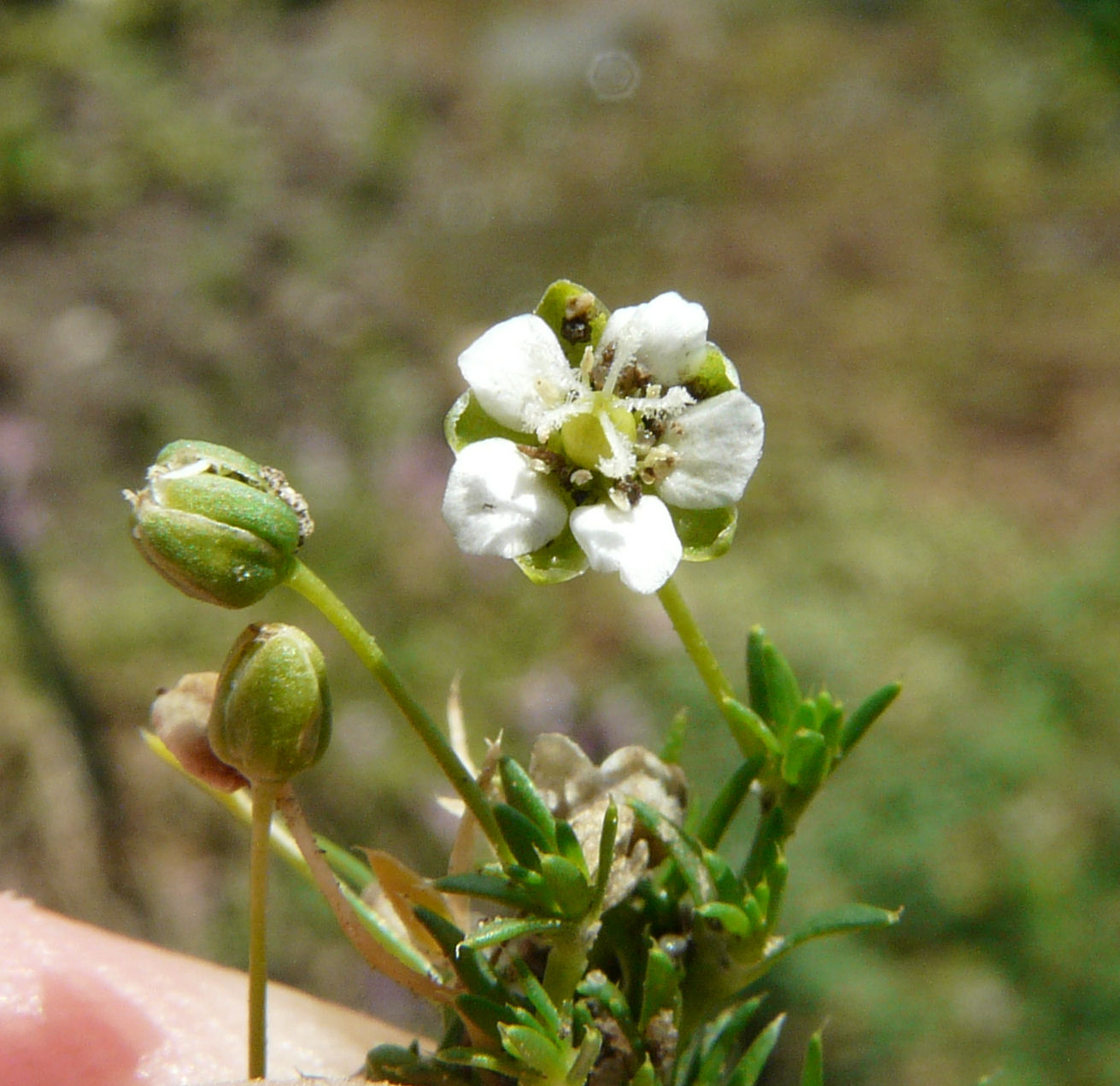
Bloeiwijze
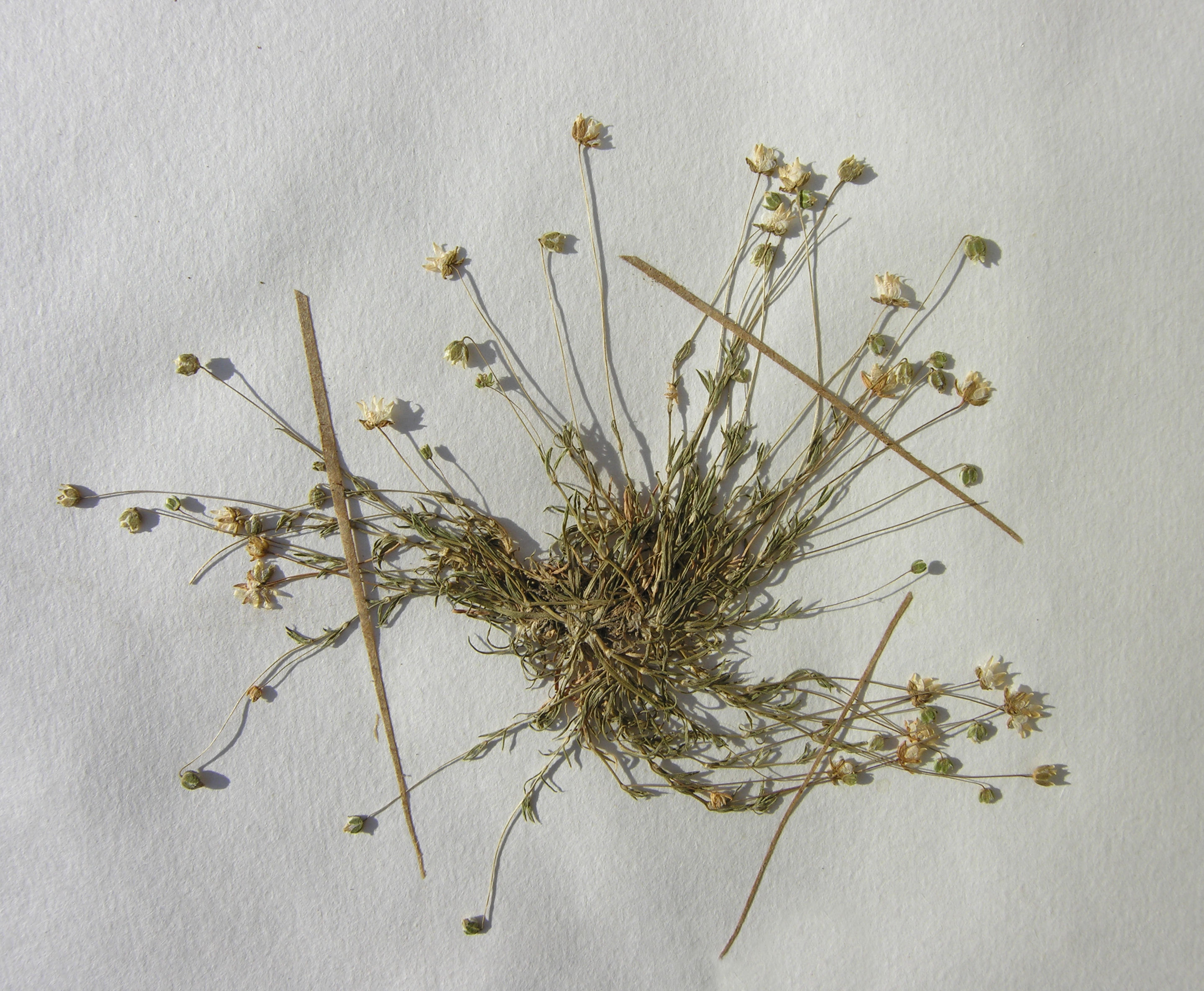
Herbariumexemplaar
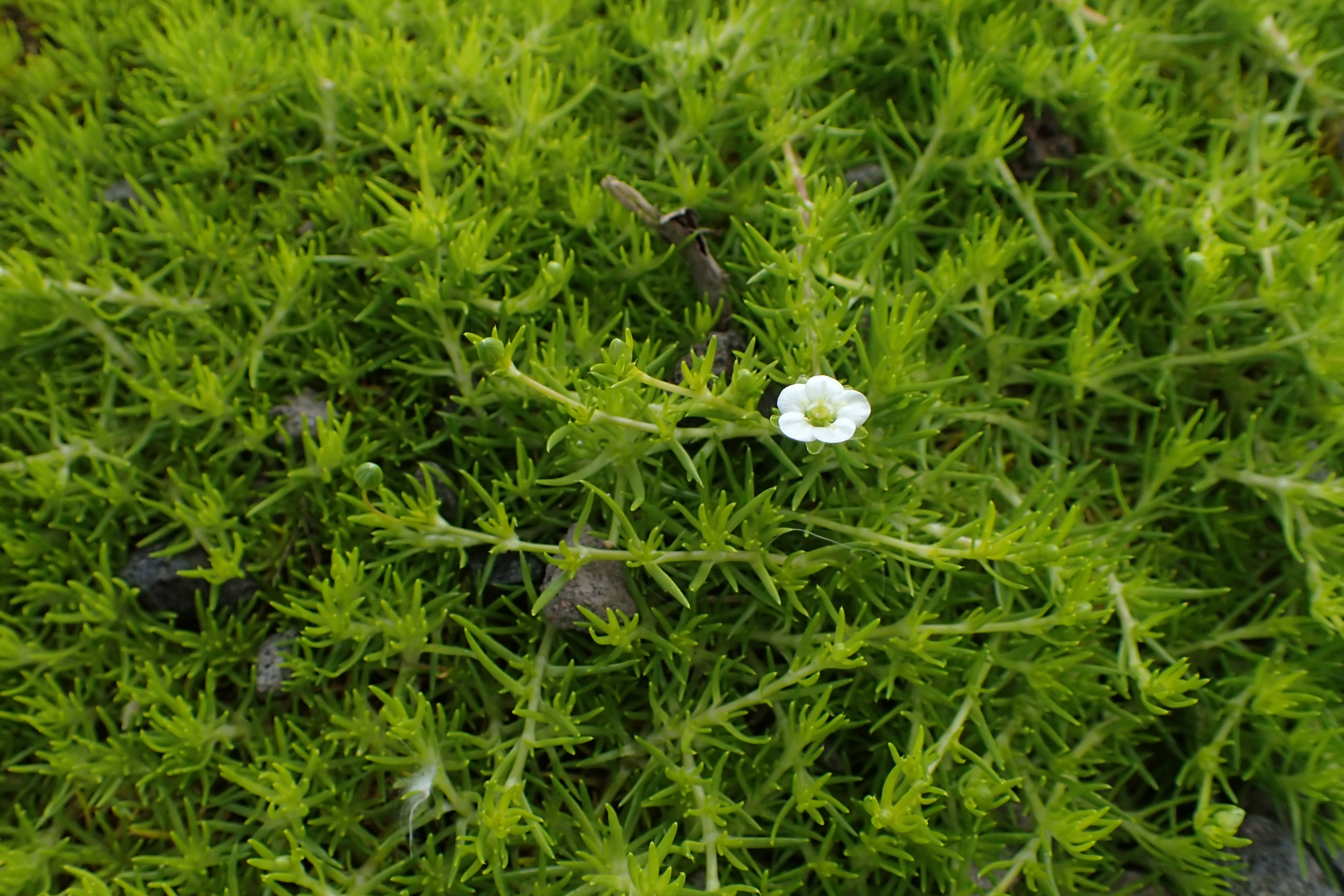
Sagina subulata 'Aurea'

## Namen in andere talen
- Duits: Sternmoos
- Engels: Heath Pearlwort
- Frans: Sagine subulée